# Stenobermuda iliffei
Stenobermuda iliffei är en kräftdjursart som beskrevs av Brian Frederick Kensley 1994. Stenobermuda iliffei ingår i släktet Stenobermuda och familjen Stenetriidae. Inga underarter finns listade i Catalogue of Life.